# Parexocentrus transversefasciatus
Parexocentrus transversefasciatus är en skalbaggsart som beskrevs av Stefan von Breuning 1964. Parexocentrus transversefasciatus ingår i släktet Parexocentrus och familjen långhorningar. Inga underarter finns listade i Catalogue of Life.